# Eupithecia kozlovi
Eupithecia kozlovi là một loài bướm đêm trong họ Geometridae.